# Życzenie śmierci (film 1974)

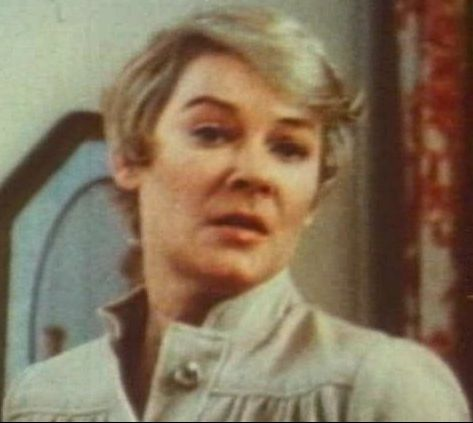
Hope Lange w scenie z filmu

Życzenie śmierci lub Żądza śmierci (ang. Death Wish) – amerykański dramat sensacyjny z 1974 wyreżyserowany przez Michaela Winnera na podstawie powieści Briana Garfielda. Główną rolę, samotnego mściciela Paula Kerseya, zagrał Charles Bronson. Film doczekał się czterech kontynuacji.

## Obsada
- Charles Bronson – Paul Kersey
- Hope Lange – Joanna Kersey
- Vincent Gardenia – inspektor Frank Ochoa
- Steven Keats – Jack Toby
- Kathleen Tolan – Carol Anne Kersey-Toby
- Stuart Margolin – Ames Jainchill
- Edward Grover – porucznik Briggs
- Stephen Elliott – komisarz policji
- Fred J. Scollay – prokurator okręgowy
- Robert Kya-Hill – Joe Charles
- Christopher Guest – patrolowy Jackson Reilly
- Jeff Goldblum – przestępca napadający na Joanne i Carol (filmowy debiut aktora)
- Christopher Logan – przestępca napadający na Joanne i Carol
- Gregory Rozakis – przestępca napadający na Joanne i Carol
- William Redfield – Sam Kreutzer
- Jay Rasumny – architekt w biurze Paula
- Chris Gampel – Ives
- Jack Wallace – Hank
- Olympia Dukakis – policjantka w biurze

## Fabuła
Paul Kersey (Charles Bronson) jest dobrze sytuowanym architektem. Pewnego dnia jego żona i córka padają ofiarą brutalnego napadu na ich nowojorskie mieszkanie, po którym żona Kerseya umiera, a córka popada w chorobę psychiczną. Policja nie ukrywa, że schwytanie sprawców jest prawie niemożliwe. Zrozpaczony Kersey postanawia sam szukać sprawiedliwości i wypowiada wojnę miejskim przestępcom. Uzbrojony w rewolwer przemierza nocami ulice Nowego Jorku, likwidując każdego przestępcę, który stanie mu na drodze. Choć „Mściciel”, bo tak go określiła prasa, szybko staje się bohaterem mediów, a przestępczość w mieście spada o 50%, jego działanie nie podoba się lokalnej policji.

## Pozostałe filmy z serii
- Życzenie śmierci 2 (1982; reż. Michael Winner)
- Życzenie śmierci 3 (1985; reż. Michael Winner)
- Życzenie śmierci 4 (1987; reż. J. Lee Thompson)
- Życzenie śmierci 5 (1994; reż. Allan A. Goldstein)